# Banisteriopsis

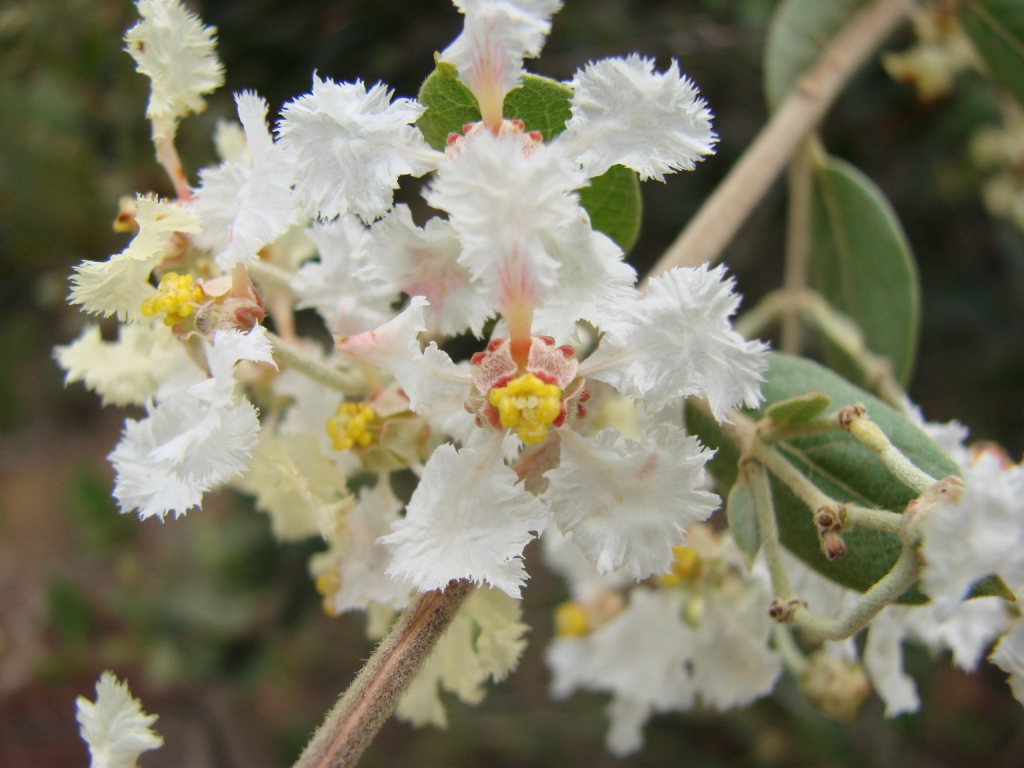
Banisteriopsis campestris

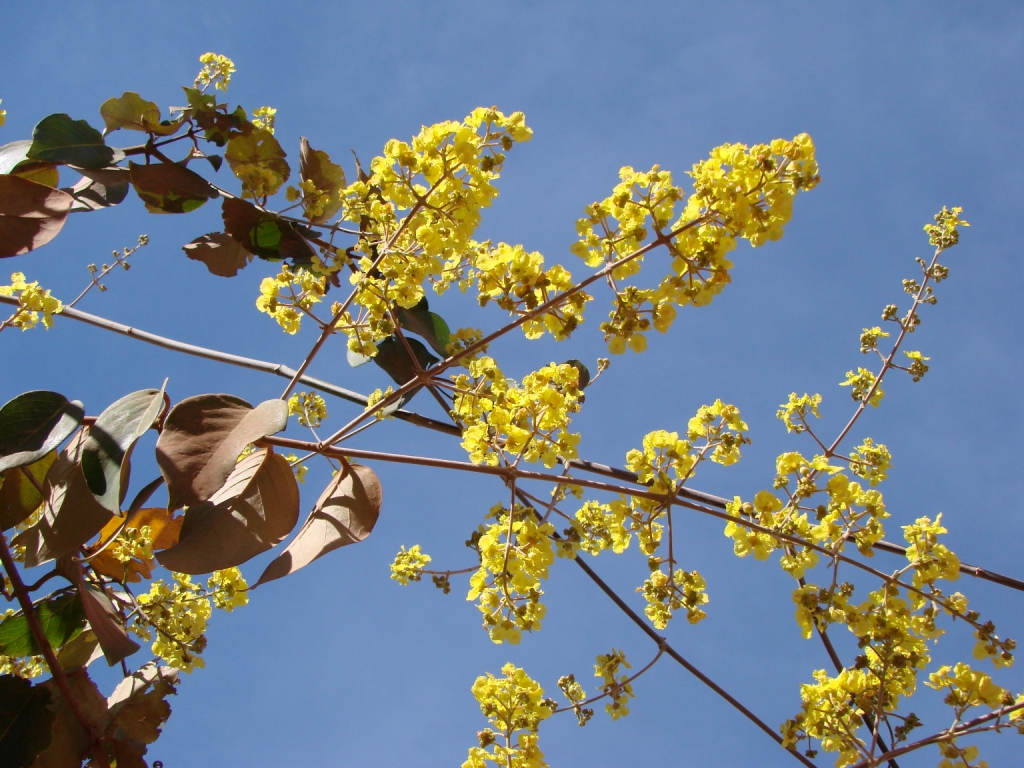
Banisteriopsis gardneriana

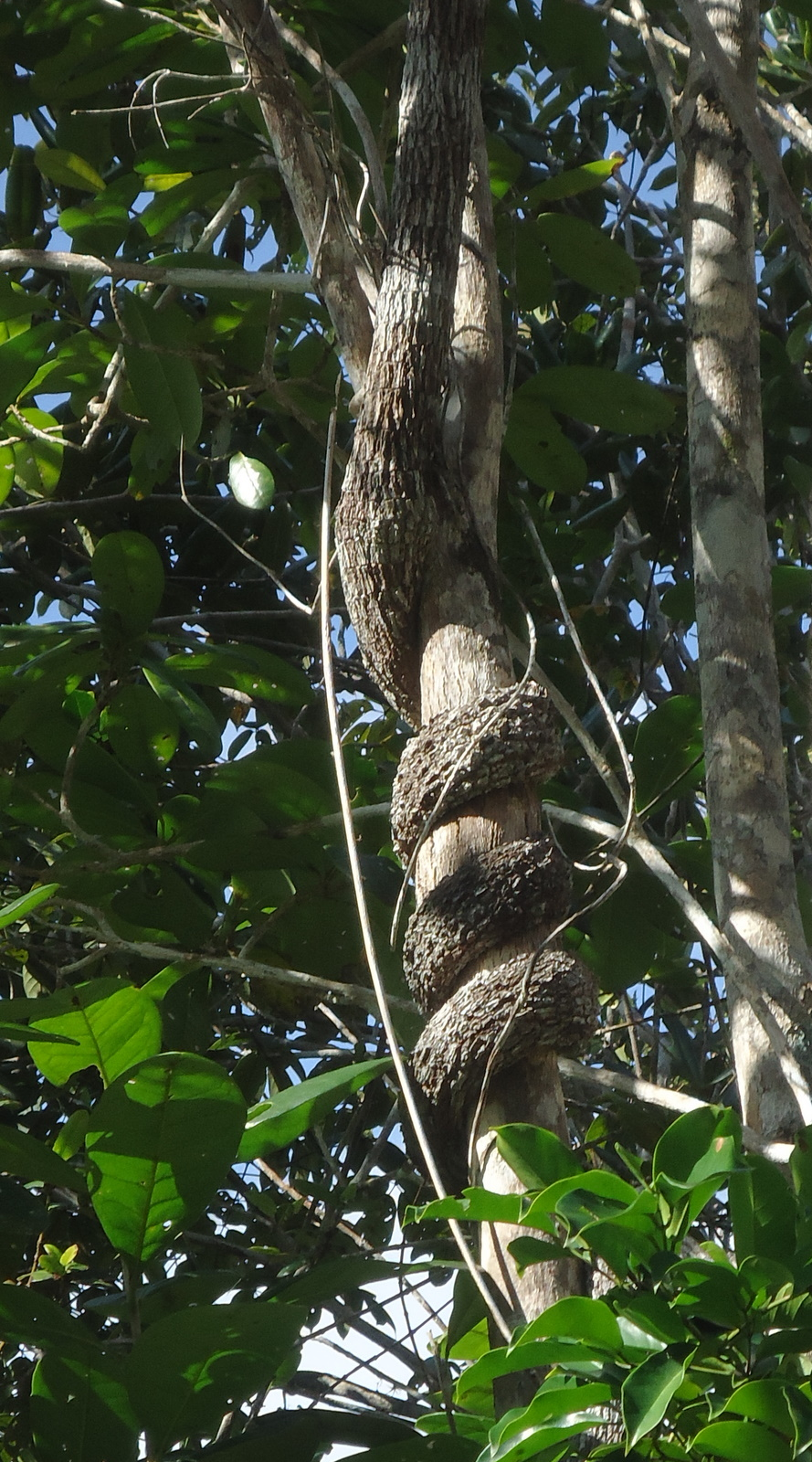
Banisteriopsis nummifera

A Banisteriopsis a Malpighiales rendjébe és a malpighicserjefélék (Malpighiaceae) családjába tartozó nemzetség.

## Rendszerezés
A nemzetségbe az alábbi 60 faj tartozik:
- Banisteriopsis acerosa (Nied.) B.Gates
- Banisteriopsis adenopoda (A.Juss.) B.Gates
- Banisteriopsis alternifolia (Steyerm.) B.Gates
- Banisteriopsis andersonii B.Gates
- Banisteriopsis angustifolia (A.Juss.) B.Gates
- Banisteriopsis anisandra (A.Juss.) B.Gates
- Banisteriopsis arborea B.Gates
- Banisteriopsis argyrophylla (A.Juss.) B.Gates
- Banisteriopsis basifixa B.Gates
- Banisteriopsis byssacea B.Gates
- Banisteriopsis caapi (Spruce ex Griseb.) Morton
- Banisteriopsis calcicola B.Gates
- Banisteriopsis campestris (A.Juss.) Little
- Banisteriopsis carolina W.R.Anderson
- Banisteriopsis cipoensis B.Gates
- Banisteriopsis confusa B.Gates
- Banisteriopsis elegans (Triana & Planch) Sandwith
- Banisteriopsis gardneriana (A.Juss.) W.R.Anderson & B.Gates
- Banisteriopsis goiana B.Gates
- Banisteriopsis grandifolia (Nied.) B.Gates
- Banisteriopsis harleyi B.Gates
- Banisteriopsis hatschbachii B.Gates
- Banisteriopsis hirsuta B.Gates
- Banisteriopsis irwinii B.Gates
- Banisteriopsis laevifolia (A.Juss.) B.Gates
- Banisteriopsis latifolia (A.Juss.) B.Gates
- Banisteriopsis lyrata B.Gates
- Banisteriopsis macedae W.R.Anderson
- Banisteriopsis magdalenensis B.Gates
- Banisteriopsis maguirei B.Gates
- Banisteriopsis malifolia (Nees & Mart.) B.Gates
- Banisteriopsis martiniana (A.Juss.) Cuatrec.
- Banisteriopsis megaphylla (A.Juss.) B.Gates
- Banisteriopsis membranifolia (A.Juss.) B.Gates
- Banisteriopsis multifoliolata (A.Juss.) B.Gates
- Banisteriopsis muricata (Cav.) Cuatrec.
- Banisteriopsis nummifera (A.Juss.) B.Gates
- Banisteriopsis oxyclada (A.Juss.) B.Gates
- Banisteriopsis padifolia (Poepp. ex Nied.) B.Gates
- Banisteriopsis paraguariensis B.Gates
- Banisteriopsis parviflora (A.Juss.) B.Gates
- Banisteriopsis parviglandula B.Gates
- Banisteriopsis pauciflora (Kunth) C.B.Rob.
- Banisteriopsis polygama (Nied.) B.Gates
- Banisteriopsis prancei B.Gates
- Banisteriopsis pseudojanusia (Nied.) B.Gates
- Banisteriopsis pubescens (Nied.) Cuatrec.
- Banisteriopsis pulcherrima (Sandwith) B.Gates
- Banisteriopsis pulchra B.Gates
- Banisteriopsis quadriglandula B.Gates
- Banisteriopsis salicifolia (DC.) B.Gates
- Banisteriopsis schizoptera (A.Juss.) B.Gates
- Banisteriopsis schwannioides (Griseb.) B.Gates
- Banisteriopsis scutellata (Griseb.) B.Gates
- Banisteriopsis sellowiana (A.Juss.) B.Gates
- Banisteriopsis stellaris (Griseb.) B.Gates
- Banisteriopsis variabilis B.Gates
- Banisteriopsis velutinissima B.Gates
- Banisteriopsis vernoniifolia (Mart. ex A.Juss.) B.Gates
- Banisteriopsis wilburii B.Gates